# Canoe ocean racing ai I Giochi del Mediterraneo sulla spiaggia
Le gare di Canoe ocean racing ai I Giochi del Mediterraneo sulla spiaggia si sono svolti dal 28 al 29 agosto 2015 a Pescara, in Italia.

## Podi
| Evento         | Oro                  | Argento              | Bronzo          |
| Gara maschile  | Massimiliano Benassi | Esteban Medina Ojeda | Mattia Colombi  |
| Gara femminile | Stefania Cicali      | Anna Alberti         | Abir Ben Ismaïl |

## Medagliere
| Pos.   | Paese   | Oro | Argento | Bronzo | Tot |
| ------ | ------- | --- | ------- | ------ | --- |
| 1      | Italia  | 2   | 1       | 1      | 4   |
| 2      | Spagna  | 0   | 1       | 0      | 1   |
| 3      | Tunisia | 0   | 0       | 1      | 1   |
| Totale | Totale  | 2   | 2       | 2      | 6   |